# 第1回全国陸上競技大会
第1回全国陸上競技大会（だい1かいぜんこくりくじょうきょうぎたいかい）は、1913年（大正2年）11月1日から11月2日に行われた全国陸上競技大会（後の日本陸上競技選手権大会）。
東京の牛込区（現在の新宿区）にあった陸軍戸山学校教導大隊跡の新運動場で行われた。ここの運動場は1周270mの変則的なトラックであった。男子種目のみ行われた。

## 大会結果
|                      | 優勝                                    | 優勝      | 2位                         | 2位       | 3位                         | 3位       |
| -------------------- | --------------------------------------- | --------- | --------------------------- | --------- | --------------------------- | --------- |
| 100m                 | 明石和衛 東京帝国大学卒                 | 12.4      | 大隈一作 東京帝国大学       |           | 黒田義夫 東京帝国大学       |           |
| 200m                 | 明石和衛 東京帝国大学卒                 | 25.2      | 黒田義夫 東京帝国大学       |           | 小島勇之助 東京帝国大学卒   |           |
| 400m                 | 小島勇之助 東京帝国大学卒               | 58.8      | 内藤和行 第一高等学校       |           | 黒田義夫 東京帝国大学       |           |
| 800m                 | 井手伊吉 慶応義塾大学卒                 | 2:17.4    | 加藤慶作 明治大学           |           | 津村清治 慶応義塾大学       |           |
| 1500m                | 井手伊吉 慶応義塾大学卒                 | 4:58.2    | 加藤慶作 明治大学           |           | 三好藤助 福島県立福島中学校 |           |
| 5000m                | 井手伊吉 慶応義塾大学卒                 | 16:54.0   | 野崎光三 愛知県立第一中学校 |           | 三好藤助 福島中学校         |           |
| 10000m（道路）       | 仲田末吉 豊島師範学校                   | 35:55.0   | 鈴木寛三 愛知県立第一中学校 |           | 三好藤助 福島県立福島中学校 |           |
| マラソン（25マイル） | 金栗四三 東京高等師範学校               | 2:31:28.0 | 橋本三郎 東京高等師範学校   | 2:35:??   | 鈴木銀次郎 神奈川県師範学校 | 2:40:??   |
| 58.91km競歩（15里）  | 伊達甚太郎 早稲田大学                   | 5:05:55.0 | 南雲正次 東京高等師範学校   | 5:12:30.0 | 竹内茂次郎 東洋協会         | 5:31:20.0 |
| 4×100mリレー         | 三島・春日・阪本・柳谷 東京帝国大学OB組 | 53.0      | 不明 東京帝国大学           |           |                             |           |
| チーム・リレー       | 金野・大木・鎌田・原 東京帝国大学組     | 3:18.8    | 不明 開成中学組             |           |                             |           |
| 走高跳               | 内藤政邁 学習院大学                     | 1.47      | 小島勇之助 東京帝国大学卒   | 1.45      | 峯豊 慶応義塾大学           |           |
| 立高跳               | 小島勇之助 東京帝国大学卒               | 1.20      | 内藤政邁 学習院大学         | 1.15      | 榊邦彦 学習院大学           | 1.10      |
| 棒高跳               | 野口源三郎 東京高等師範学校             | 2.39      | 木村千幹 東京帝国大学       | 2.34      | 小島勇之助 東京帝国大学卒   |           |
| 走幅跳               | 有地要介 明治大学                       | 5.53      | 瀬脇文寿 学習院大学         | 5.30      | 芳賀則政 明治大学           |           |
| 立幅跳               | 武川信一 東北帝国大学                   | 2.85      | 内藤和行 第一高等学校       | 2.82      | 榊邦彦 学習院大学           | 2.79      |
| 砲丸投(7.18kg)       | 辰野保 東京帝国大学                     | 9.00      | 三島弥彦 東京帝国大学卒     | 8.61      | 相馬正胤 学習院大学         | 8.10      |
| ハンマー投(7.22kg)   | 大河原泰次郎 東京帝国大学               | 17.57     | 御手洗文雄 東京帝国大学卒   | 16.37     | 相馬正胤 学習院大学         | 15.60     |
| ベースボール用球投   | 辰野保 東京帝国大学                     | 97.67     | 瀬脇文寿 学習院大学         | 89.50     | 河野安通志 早稲田大学卒     | 89.02     |